# Leonor Benedetto
Leonor Benedetto (Paraná, Entre Ríos; 30 d'octubre de 1941) és una actriu de televisió i teatre argentina, que també va ser presntadora de televisió i directora cinematogràfica.

## Carrera
Va acabar la secundària abans del normal i va iniciar les carreres de filosofia i de medicina, que va abandonar a l'any i mig, ocultant al seu pare que havia abandonat la universitat, canviant-les per la seva gran passió, que era l'actuació i començant a estudiar en el conservatori. Mentre va tenir la seva primera filla.
El seu paper més recordat és el de Rosa en la telenovel·la Rosa... de lejos (1980), on va aconseguir el seu èxit com a artista. Aquesta novel·la va ser coprotagonitzada al costat de Juan Carlos Dual i Pablo Alarcón i va ser emesa en molts països d'Amèrica, els Estats Units i Itàlia.
En 1981 va gravar un disc de llarga durada anomenat «Leonor Benedetto» amb deu cançons. Aquest mateix any protagonitza en ATC la telenovel·la Dios se lo pague.
Durant 1983 viatja a Mèxic on protagonitza la telenovel·la Profesión: Señora al costat de Julio Alemán.
En 1985 va adoptar un noi de tres anys a qui li va posar el seu propi cognom. Aquest mateix any torna a protagonitzar una telenovel·la de l'escriptora de Rosa... de lejos, Celia Alcántara, al costat de Daniel Fanego i Gerardo Romano: Bárbara Narváez.
L'any 1986 viatja al costat dels seus fills a Espanya i s'instal·la a la ciutat d'El Escorial, per estudiar direcció de cinema amb Pilar Miró, en aquesta època manté una relació amb l'actor espanyol José Sacristán. En 1992, participa en la pel·lícula Un lugar en el mundo, al costat de José Sacristán i Cecilia Roth, interpretant a una monja.
L'any 1995 torna a Buenos Aires i reprèn la seva carrera cinematogràfica rodant la pel·lícula «Lola Mora».
Un altre paper molt recordat és el d'Amanda Jauregui a la tira Padre Coraje (2004), protagonitzada per Facundo Arana i Nancy Dupláa.
Va dirigir programes televisius culturals com «Querida Leonor» i «Juego de opuestos» a Canal a. Va rodar documentals com Cuento para una niña, sobre dones argentines dedicades a la política i que va ser presentat en el Festival de Cinema de Dones de Pequín, la Xina. El seu primer llargmetratge com a directora cinematogràfica va ser «El buen destino».
Durant 2011 i començaments de 2012 va actuar a la telenovel·la Herederos de una venganza amb Luciano Castro, Romina Gaetani, Marcela Kloosterboer, Federico Amador, Rodolfo Ranni, Antonio Grimau, Daniel Kuzniecka, Felipe Colombo, Marco Antonio Caponi i Betiana Blum, fent el paper de la milionària Regina Piave.
En 2016, va actuar a Los ricos no piden permiso com Bernarda, la tia dels germans Villalba.
En 2021 presenta Aire! el documental per celebrar els 70 anys de la televisió argentina.

## Filmografia
Directora
- El buen destino - 2005[8]

Guionista
- El buen destino - 2005[8]

Intèrpret
- El ciclo (curtmetratge) (1963)
- El Santo de la espada - 1970.[8]
- Bajo el signo de la patria - 1971.[8]
- Contigo y aquí - 1974, com Alicia Bastián.[8]
- Proceso a la infamia - 1974, com Sofía.[8]
- El gordo de América - 1976.[8]
- Las locas - 1977.[8]
- Con mi mujer no puedo - 1978.[8]
- El fantástico mundo de la María Montiel - 1978.[8]
- El poder de las tinieblas 1979.[8]
- De cara al cielo - 1979.[8]
- Rosa de lejos - 1980, com Rosa María Ramos.[8]
- Atrapadas - 1984, com Silvia.[8]
- Las lobas - 1986.[8]
- Un lugar en el mundo - 1991, com Nelda.[8]
- Lola Mora - 1995, com Lola Mora.[8]
- Cuento para una niña (curtmetratge) (1995).[8]
- Secretos compartidos - 1998, com Raquel.[8]
- Time's up! - 2001 (Espanya).[9]
- Próxima salida - 2004.[8]
- Amapola - 2014.[8]
- Mayormente crónicas - 2019.
- El talismán - 2020.

## Televisió
Intèrpret
- Su comedia favorita (1965)
- Esta noche... miedo (1970)
- El hombre que me negaron 1970
- Un extraño en nuestras vidas (1972)
- Rolando Rivas, taxista - 1972-1973, com Matilde.
- Mi hombre sin noche 1974
- Alta comedia (1974) 
  - La barca sin pescador (1974)
- Alguien por quien vivir (1975)
- Una promesa para todos (1978)
- "Los Hijos de López" (1979)
- Rosa... de lejos (1980) como Rosa Ramos
- Dios se lo pague - 1981, com Nancy Clovis.
- Profesión: señora (1983)
- Bárbara Narváez - (1984).
- Mediomundo (Xile, 1985).
- Hombres de ley (1988)
- Brigada Central (1989) com Maru
- Di Maggio - 1990.
- Atreverse - 1991
- Luces y sombras - 1992.
- Mirada de Mujer - 1994.
- Como pan caliente - 1996, com Claudia.
- Ricos y famosos - 1997, com Raquel Falconi.[10]
- Mi ex - 1999.[11]
- Tiempo final (2002) 
  - El gourmet (2002)
- Padre coraje - 2004, com Amanda Jáuregui.[7]
- Piel naranja... años después - 2004, com Selena.[7]
- Hombres de honor - 2005, com Alberta Natale de Onoratto.[7]
- Rosa, Violeta y Celeste - 2009, Violeta
- Herederos de una venganza - 2011 - 2012, Regina Piave.[7]
- Los ricos no piden permiso - 2016, com Bernarda Cerviño.[7]
- Estocolmo - 2016 - 2017, com Isabel Santa Cruz
- El host - 2019, com Berenice Reill.
- Aire! - 2021.

## Premis i nominacions
| Any  | Premi               | Categoria                       | Programa                  | Resultat |
| ---- | ------------------- | ------------------------------- | ------------------------- | -------- |
| 2011 | Premi Martín Fierro | Actriu de Repartiment           | Herederos de una venganza | Nominada |
| 2004 | Premi Martín Fierro | Actriu Protagonista de Novel·la | Padre Coraje              | Nominada |
| 2004 | Premi Clarín        | Actriu de TV                    | Padre Coraje              | Nominada |